# NEXT LEVEL (映画)
『NEXT LEVEL』（ネクストレベル）は、塩出太志監督の日本映画。2023年12月2日劇場公開。

## 概要
「OP PICTURES+フェス2023」作品の1本として劇場公開。
訳アリの理由を抱えながら、一つ屋根の下に住む7人の男女を描く愛と復讐の官能コメディドラマ。
2023年6月ごろに撮影を行った。
並木塔子は久々の映画出演となったが、舞台挨拶で監督の塩出から「（並木は）ピンク映画とVシネマは復帰するそうです」と報告が出されている。
2024年3月1日、70分に短縮編集された『ぺろりん性活　背徳ルームシェア』が上野オークラ劇場などで公開。
2025年5月2日、『NEXT LEVEL モザイク破壊の家』のタイトルでDVD化。

## あらすじ
交通事故で母を亡くし、独り身となった女性あかりは、家を売却予定の夫妻の家に居候することになる。夫婦はあることがらに遭遇したことで離婚を考えており、夫は愛人を連れ込みセックス三昧。妻は喘ぎ声を聞きたくないからとヘッドホンを首にかけ日々を過ごし、その間を取り持つ連絡役も、あかりが担っている。徳を積みたいと妻はホームレスを内緒で家に匿い、あかりも親切にしてくれたからと家のない女性を呼び込み「この家が売れるまで」という条件で住まわせることにした。徐々に増える家族たち。しかしそれぞれの感情は渦巻いていく。

## 登場人物
あかり
演 - きみと歩実
交通事故で母を亡くし孤独だった女。ひょんなことからある夫婦の家でシェアハウス状態で暮らすことになり疑似家族を体感する。職業はコンビニのバイト。苗字は「マツウラ」。雨の日は心がすさぶ。
沙知
演 - 並木塔子
俊宏と婚姻関係にある女。ただし事実上離婚状態で、徳を積むためにホームレスを匿う。
香澄
演 - みひな
俊宏の愛人。パチンコ屋で俊宏と出会う。
俊宏
演 - 星野ゆうき
沙知と婚姻関係にある男。ただし仮面夫婦状態であり、愛人を家に呼び暮らしている。結婚当時はひげを剃っていたが、現在の風貌はひげを蓄えている。とあることがきっかけで仕事は辞めており勝てないパチプロ状態。年金は滞納。
大野
演 - 田丸大輔
ホームレスの男。沙知の手引きでシェアハウスの倉庫に隠れて住みだす。見つかると幽霊、忍者などと言い逃れているものの、あくまで住民にわからないよう隠れ住んでいるつもり。着替えがないため女物の衣服を着用。
幸子
演 - 矢島康美
妙齢の女。あかりの財布を拾う家を持たない占い師。だが年金はしっかり払っている。苗字は「ノハラ」。
哲也
演 - 細川佳央
口ひげを蓄えたナンパな男。パンツはバナナ柄。

## スタッフ
- 監督・脚本・編集：塩出太志
- 撮影：岩川雪依
- Bカメ：塩出太志
- 照明：塩出太志
- 録音：横田彰文
- 整音：横田彰文
- ヘアメイク：懸樋杏奈 田原美由紀
- 小道具：佐藤美百季
- 編集：塩出太志
- 音楽：塩出太志
- 助監督：田村専一 宮原周平 のりこ
- 協力：愛しあってる会（仮） 高嶋義明 手塚けだま
- 制作：Grand Master Campany
- 仕上げ：東映ラボ・テック
- 提供：オーピー映画